# Lophocebus albigena johnstoni
Mangabei-de-johnston (Lophocebus albigena johnstoni) é uma subespécie do mangabei-de-bochechas-cinzas (L. albigena), um macaco do Velho Mundo do gênero Lophocebus. Foi elevado ao status de espécie em 2007, junto com o Mangabei-de-Osman Hill (L. osmani) e o Mangabei-de-Uganda (L. ugandae), mas ainda é geralmente considerado uma subespécie.